# Angolo aureo
In geometria l'angolo aureo (in inglese golden angle) è l'angolo sotteso dall'arco di circonferenza più piccolo (l'arco {\displaystyle b} in rosso della figura accanto) che si ottiene dividendo la circonferenza stessa in due archi {\displaystyle a} e {\displaystyle b} che stanno tra loro nello stesso rapporto che si ha nella sezione aurea.
Dati una circonferenza {\displaystyle c} e due archi di circonferenza {\displaystyle a} e {\displaystyle b} in cui essa è divisa, l'angolo aureo è quindi definito come l'angolo al centro sotteso dall'arco {\displaystyle b} (quello minore) a condizione che:
{\displaystyle a+b=c\quad \land \quad b<a}
e che valga la regola del rapporto aureo:
{\displaystyle {\frac {c}{a}}={\frac {a}{b}}}

## Il valore numerico
Dall'equivalenza
{\displaystyle {\frac {c}{a}}={\frac {a}{b}}}
si ricava che il rapporto aureo {\displaystyle \varphi } è uguale al rapporto tra {\displaystyle a} e {\displaystyle b}:
{\displaystyle \varphi ={\frac {a}{b}}}
Chiamiamo ora {\displaystyle f} il rapporto tra l'intera circonferenza {\displaystyle c} e l'arco minore {\displaystyle b}:
{\displaystyle f={\frac {b}{c}}={\frac {b}{a+b}}}
Come si deduce dalla definizione di rapporto aureo, risulta:
{\displaystyle a=\varphi \cdot b}
Sostituiamo quindi il valore di {\displaystyle a} e semplifichiamo:
{\displaystyle f={\frac {b}{\varphi \cdot b+b}}={\frac {b}{b(\varphi +1)}}={\frac {1}{\varphi +1}}}
Dato che per le proprietà del rapporto aureo è:
{\displaystyle \varphi ^{2}=\varphi +1}
si ricava infine che
{\displaystyle f={\frac {1}{\varphi ^{2}}}}
Ciò significa che in un cerchio si possono inserire {\displaystyle \varphi ^{2}} angoli aurei, ossia che un angolo aureo occupa {\displaystyle {\frac {1}{\varphi ^{2}}}} di circonferenza. Essendo {\displaystyle \varphi } un numero irrazionale dato dalla seguente formula:
{\displaystyle \varphi ={1+{\sqrt {5}} \over 2}}
dopo alcuni semplici passaggi si ottiene che l'angolo aureo {\displaystyle g} risulta essere, in gradi e radianti:
{\displaystyle g={\frac {360^{\circ }}{\varphi ^{2}}}=(3-{\sqrt {5}})\cdot 180^{\circ }}
{\displaystyle g={\frac {2\pi }{\varphi ^{2}}}=(3-{\sqrt {5}})\cdot \pi \left[rad\right]}
Per determinare il valore numerico approssimato dell'angolo aureo, basta ricordare che, per le proprietà di {\displaystyle \varphi }, è:
{\displaystyle \varphi ^{2}=\varphi +1\approx {2,618033}}
Risulta quindi:
{\displaystyle g\approx {\frac {360^{\circ }}{2,618033}}\approx 137,507764^{\circ }}
{\displaystyle g\approx {\frac {2\pi }{2,618033}}\approx 2.399963\left[rad\right]}
Su The On-Line Encyclopedia of Integer Sequence è possibile trovare, oltre al valore di {\displaystyle \varphi } (A131988), i valori numerici dell'angolo aureo sia in gradi (A096627) sia in radianti (A131988) approssimati con più di 100 cifre decimali.

In alcune piante le foglie sono disposte a spirale secondo angoli aurei. Ciò permette loro di farsi meno ombra e di massimizzare la quantità di luce solare che ricevono. Nell'illustrazione le foglie sono viste dall'alto e sono numerate da 1 a 10 secondo l'ordine di formazione.

## L'angolo aureo in natura
L'angolo aureo si ritrova nella fillotassi. Ad esempio nel girasole i piccoli fiori che formano il capolino sono disposti secondo una struttura spiraliforme, con angoli di valore sostanzialmente simile a quello dell'angolo aureo. Ciò sembra permettere ai piccoli fiori di non farsi ombra fra di loro e quindi di ricevere la maggior quantità di luce solare possibile. Analogamente in alcune piante le foglie si dispongono sul fusto secondo una spirale vegetativa in cui l'angolo tra due foglie successive è pressoché costante ed è pari all'angolo aureo, anche in questo caso per garantire un utilizzo ottimale della luce solare.